# Lista dos vinte gaúchos que marcaram o século XX segundo o jornal Zero Hora
Esta é uma lista dos vinte gaúchos que marcaram o século XX segundo pesquisa não-científica realizada pelo jornal Zero Hora durante sete semanas em todo o Rio Grande do Sul. O gaúcho mais votado da lista foi José Mariano da Rocha Filho com mais de 90 mil votos.

## Votação
Durante sete semanas a população rio-grandense pode votar através de mais de 1.700 cédulas disponibilizadas no Zero Hora e distribuídas em lojas da região. Para auxiliar a escolha da população, foi disponibilizada uma lista pré-fixada de 45 nomes a serem elegíveis,  com a possibilidade de indicar até outro cinco nomes não elencados.
A lista teve curadoria dos historiadores Luiz Roberto Lopez, Luiza Kliemann, e Moacyr Flores, além do jornalista Carlos Urbim.
Foram espalhadas 360 urnas pelo estado para receber os votos da população.
 O resultado foi divulgado pelo Zero Hora no dia 30 de julho de 1999.

## Lista dos 20 Gaúchos que Marcaram o Século
- José Mariano da Rocha Filho - Fundador da UFSM
- Érico Veríssimo - escritor
- Mário Quintana - poeta
- Getúlio Vargas - presidente do Brasil
- Lupicínio Rodrigues - cantor
- Francisco Bastos - empresário
- Elis Regina - cantora
- Vicente Scherer - cardeal
- Alberto Pasqualini - político
- João Goulart - presidente do Brasil
- Barbosa Lessa - escritor, jornalista e folclorista
- Landell de Moura - sacerdote e inventor
- Lya Luft - escritora
- Ruben Berta - empresário, presidente da Varig
- Paixão Côrtes - folclorista
- Assis Brasil - político
- Osvaldo Aranha - diplomata e líder político
- Teixeirinha - cantor de música regionalista gaúcha
- Antônio Jacó Renner - empresário, fundador das Lojas Renner
- Ieda Maria Vargas - miss Universo

## 20 Gaúchos que Marcaram o Século - Série da RBS TV
Os 20 primeiros colocados da lista foram homenageados na programação dos Especiais da RBS TV em uma série de curta-metragem com 20 episódios chamada 20 Gaúchos que Marcaram o Século. Cada episódio apresentava a história de um dos eleitos pela votação popular.
| Nº | Episódio                                                  | Direção                               | Data de Exibição       |
| -- | --------------------------------------------------------- | ------------------------------------- | ---------------------- |
| 1  | Mario Quintana - "Anjo Malaquias"                         | Rosane Marchetti                      | 31 de julho de 1999    |
| 2  | João Goulart - "O Sonhador"                               | João Guilherme Barone                 | 7 de agosto de 1999    |
| 3  | Erico Verissimo - "O Viajante"                            | Silvio Barbizan                       | 14 de agosto de 1999   |
| 4  | Ruben Berta - "O Céu é Limite"                            | Cláudia Daré                          | 21 de agosto de 1999   |
| 5  | Getúlio Vargas - "Um Tiro no Coração do Brasil"           | Rene Goya Filho                       | 28 de agosto de 1999   |
| 6  | Padre Landell de Moura - "O Padre Que Viu A Luz"          | João Guilherme Barone                 | 4 de setembro de 1999  |
| 7  | Assis Brasil - "O Revolucionário Pacificador"             | Jaime Lerner                          | 11 de setembro de 1999 |
| 8  | Paixão Côrtes - "O Laçador da História"                   | Edson Erdman                          | 18 de setembro de 1999 |
| 9  | Francisco Bastos - "Eu Nunca Vi Petróleo Antes"           | Aloíso Rocha                          | 25 de setembro de 1999 |
| 10 | Teixeirinha - "Tributo a Teixerinha"                      | Edson Erdman                          | 2 de outubro de 1999   |
| 11 | Dom Vicente Scherer - "O Pastor dos Gaúchos"              | Roberto Tieztmann & Diego de Otero    | 9 de outubro de 1999   |
| 12 | A.J. Renner - "O Homem da Capa Ideal"                     | Maria Henriqueta Satt                 | 16 de outubro de 1999  |
| 13 | Ieda Maria Vargas - "Simplesmente Ieda"                   | Gustavo Spolidoro & Cristiano Zanella | 23 de outubro de 1999  |
| 14 | Alberto Pasqualini - "O Homem Que Via Além"               | Gílson Vargas                         | 30 de outubro de 1999  |
| 15 | Elis Regina - "Elis Por Elis"                             | Claudinho Pereira                     | 6 de novembro de 1999  |
| 16 | Mariano da Rocha - "Uma Vida Pela Educação"               | Sérgio Assis Brasil                   | 13 de novembro de 1999 |
| 17 | Lya Luft - "O Livro das Imagens de Lya Luft"              | Marta Biavaschi                       | 20 de novembro de 1999 |
| 18 | Oswaldo Aranha                                            | Diego de Godói                        | 27 de novembro de 1999 |
| 19 | Barbosa Lessa - "Barbosa Lessa: Prazer em conhecê-lo"     | João Guilherme Barone                 | 4 de dezembro de 1999  |
| 20 | Lupicínio Rodrigues - "E Assim Nós Vamos Vivendo de Amor" | Maria Henriqueta Satt                 | 11 de dezembro de 1999 |

## Outros 30 gaúchos que tiveram votação expressivas
- Leonel Brizola
- Borges de Medeiros
- Josué Guimarães
- Vasco Prado
- Simões Lopes
- Flores da Cunha
- Luiz Carlos Prestes
- Paulo José
- Dunga
- Araújo Viana
- Iberê Camargo
- Barão de Itararé
- Zilah Totta
- Cyro Martins
- Ernesto Geisel
- Teresa Noronha
- Ramiro Barcellos
- Pinheiro Machado
- Walmor Chagas
- Everaldo
- Caio Fernando Abreu
- Tesourinha
- Tania Rösing
- Pedro Weingartner
- Dyonélio Machado
- Raul Pilla
- Eurico Lara
- Honório Lemes
- Batista Luzardo
- Maurício Sirotsky
- Xuxa